# 第73海軍特殊作戦センター (ウクライナ特殊作戦軍)
オタマーン・アンティン・ホロヴァティ名称第73海軍特殊作戦センター (オタマーン・アンティン・ホロヴァティめいしょうだい73かいぐんとくしゅさくせんセンター、ウクライナ語: 73-й морський центр спеціальних операцій імені кошового отамана Антіна Головатого、独立南部特殊作戦センターとも) は、ウクライナ特殊作戦軍隷下の特殊部隊。
部隊名には、ウクライナコサックのオタマーンであるアンティン・ホロヴァティが冠されている。

## 歴史
ソ連崩壊の直前に、前身であるソ連海軍黒海艦隊所属の海軍スペツナズ第17独立特務旅団は第1464海軍偵察局に改組された。
1992年4月9日、アナトリー・カルペンコ一等艦長（海軍大佐）を筆頭に第1464海軍偵察局の3分の2以上の将校とすべての兵士はウクライナに忠誠を誓った。その後、この部隊は旅団の地位に戻り、ウクライナ海軍所属の特殊部隊第7独立旅団となった。
2004年、部隊の一部がペルボマイスキー島からオチャキウ駐屯地に移管され、第73海軍特殊作戦センターに改称された。センターの任務は以下の通りである。
- 偵察活動
- 妨害行為
- 水中採掘
- 機雷除去
- 船舶の拿捕
- 海岸構造物の捕獲

### ドンバス戦争
第73海軍特殊作戦センターの軍人30名がイロヴァイスクの戦いに参加した。包囲網を離れる際に2名が死亡、3名が捕虜となった。特殊部隊25名が突入し、うち6名が負傷した。
2015年2月14日より、センターは第8独立特務連隊の部隊とともに、軍の安全な撤退を援護し、敵の妨害行為や偵察グループに対抗するために、ルハンシク州のデバルツェボ-アルテミフスク高速道路の区間を警備している。
2019年、部隊は再びペルボマイスキー島に移転し、15年にわたって荒廃していたインフラの修復が始まった。2019年の夏の間のみ、この島では作戦予備隊の会議、数多くの軍事演習、優秀なスカウト ダイバーのペアを競う競技会、応用水泳などが開催された。
2019年12月6日、名誉称号「オタマーン・アンティン・ホロヴァティ」が授与された。

### 2022年ロシアによるウクライナ侵攻
ミコラ・ニコノフ二等艦長（海軍中佐）の指揮下にあった部隊のグループは、占領下のノボアゾフスクで特別作戦を実施し、ロシア軍の70キロ後方に進み、ロシア占領軍の軍需物資を爆破した。マリウポリの12日間の防衛中に、ニコノフの部隊は6台の軍事装備と約50人の損害を与えた。しかし、ニコノフはロシアの対空砲の砲撃を受けて死亡した。
2022年7月7日、第73センターはズミイヌイ島解放作戦に参加した。部隊の隊員らは沿岸地帯で対潜機雷や対上陸機雷の有無を調査し、主力グループのボートの航路を確立した。工兵たちは最初に島に上陸し、残りのグループのために地雷の障壁や罠から通路を取り除いた。このグループは島を視察し、ロシアが持ち込んだロシアの装備、武器、物的および技術的手段に関するデータを収集した。このグループは島のさまざまな場所にウクライナの国旗を設置した。
2022年8月24日、ヴォロディミル・ゼレンスキー大統領により、勇気と勇敢さに対する名誉賞を授与された。
ヘルソン州右岸が解放された後、中央の隊員はドニエプル川沿いのロシア陣地を襲撃した。 2023年1月、部隊の戦闘機が東海岸を襲撃し、無人航空機とボートを使ってロシアの指揮監視所を占拠し、無人航空機はロシア軍を攻撃し、陣地と指揮所を破壊した。
2025年1月、同センターはクルスク州への侵攻に参加していることを明かした。